# Ізвору-Берхечулуй (комуна)
Ізвору-Берхечулуй (рум. Izvoru Berheciului) — комуна у повіті Бакеу в Румунії. До складу комуни входять такі села (дані про населення за 2002 рік):
- Ізвору-Берхечулуй (559 осіб)
- Антохешть (265 осіб)
- Беймак (160 осіб)
- Обиршія (286 осіб)
- Оцелешть (162 особи)
- Педурень (261 особа)
- Фегієнь (29 осіб)

Комуна розташована на відстані 254 км на північ від Бухареста, 22 км на схід від Бакеу, 69 км на південний захід від Ясс, 143 км на північний захід від Галаца.

## Населення
За даними перепису населення 2002 року у комуні проживали 1722 особи, усі — румуни. Усі жителі комуни рідною мовою назвали румунську.
Склад населення комуни за віросповіданням:
| Релігія       | Кількість осіб | Відсоток |
| ------------- | -------------- | -------- |
| православні   | 1716           | 99,7%    |
| римо-католики | 4              | 0,2%     |
| п'ятдесятники | 1              | 0,1%     |
| не релігійні  | 1              | 0,1%     |